# Seaca (Trotuș)
Il fiume Seaca è un affluente del fiume Trotuș in Romania.